# Temporada de tifones del Pacífico de 2001
La temporada de tifones en el Pacífico de 2001 fue una temporada moderadamente activa que produjo 25 tormentas nombradas incluyendo uno que no fue nombrado por la Agencia Meteorológica de Japón y 16 que se convirtieron en tifones. También fue el cuarto y último año consecutivo con actividad por debajo del promedio, lo que lo convierte en el período de actividad de cuatro años más bajo desde 1976–1979, debido a la presencia de un fuerte La Niña que persistió desde 1998 hasta 2001. La temporada permaneció activo durante el año con mayor frecuencia entre mayo y noviembre. El enfoque de este artículo está limitado para el océano Pacífico al norte del ecuador entre el meridiano 100° este y el meridiano 180°.
Sin embargo, la primera tormenta nombrada, Cimaron, no se desarrolló hasta el 9 de mayo. Taiwán sufrió la mayor destrucción por los tifones este año, siendo los tifones Toraji, Nari y Lekima responsables de casi 300 muertes solo en esa isla, lo que la convierte en una de las más temporadas de tifones más mortíferas en la historia registrada en esa isla. En noviembre, el tifón Lingling azotó Filipinas y mató a 171 personas, lo que la convirtió en una de las tormentas filipinas más mortíferas de este siglo. La temporada terminó con la formación de la tormenta tropical Vamei durante la última semana de diciembre. Vamei se destacó por convertirse en el tifón de latitud más baja, a 1,5°N, jamás observado en el noroeste del Pacífico.
Dentro del océano Pacífico noroccidental, hay dos agencias quienes de forma separada asignan nombres a los ciclones tropicales de los cuales resultan en un ciclón con dos nombres. La Agencia Meteorológica de Japón nombra un ciclón tropical en el que se basarían en la velocidad de vientos sostenidos en 10 minutos de al menos 65 km/h, en cualquier área de la cuenca. Mientras que el Servicio de Administración Atmosférica, Geofísica y Astronómica de Filipinas (PAGASA) asigna nombres a los ciclones tropicales los cuales se mueven dentro o forma de una depresión tropical en el área de responsabilidad localizados entre 135° E y 115° E y también entre 5°-25° N, sí el ciclón haya tenido un nombre asignado por la Agencia Meteorológica de Japón. Las depresiones tropicales, que son monitoreadas por el Centro Conjunto de Advertencia de Tifones de Estados Unidos, son numerados agregándoles el sufijo "W".

## Pronósticos
| TSR Pronósticos      | Tormentas tropicales | Tifones totales     | CTs Intensas         | Ref.    |
| -------------------- | -------------------- | ------------------- | -------------------- | ------- |
| Promedio (1971–2000) | 27.2                 | 17.0                | 8.2                  | [ 3 ]   |
| 31 de enero de 2001  | 28.1                 | 16.2                | 6.6                  | [ 3 ]   |
| 15 de junio de 2001  | 26.1                 | 17.5                | 8.7                  | [ 4 ]   |
| Temporada de 2001    | Pronóstico central   | Ciclones tropicales | Tormentas tropicales | Tifones |
| Actividad actual:    | JMA                  | 43                  | 25                   | 16      |
| Actividad actual:    | JTWC                 | 33                  | 30                   | 20      |
| Actividad actual:    | PAGASA               | 17                  | 12                   | 6       |

Durante el año, la Agencia Meteorológica de Japón (JMA, por sus siglas en inglés) emitió avisos sobre ciclones tropicales al oeste de la línea de cambio de fecha internacional a la península de Malaca y al norte del ecuador, en su función como Centro Meteorológico Regional Especializado oficial, designado por la Organización Meteorológica Mundial en 1989. La Agencia Meteorológica de Japón (JMA, por sus siglas en inglés) emitió pronósticos y análisis cada seis horas a partir de la medianoche UTC utilizando predicción meteorológica numérica (NWP) y un modelo climatológico de pronóstico de ciclones tropicales. Utilizaron la técnica de Dvorak y NWP para estimar los vientos sostenidos y la presión barométrica durante 10 minutos. El Centro Conjunto de Advertencia de Tifones (JTWC) también emitió advertencias sobre tormentas dentro de la cuenca, operando desde Pearl Harbor en Hawái y brindando pronósticos a las Fuerzas Armadas de los Estados Unidos en los océanos Índico y Pacífico.
El 31 de enero, Tropical Storm Risk (TSR) emitió su pronóstico de rango extendido para el noroeste del Pacífico en 2001, prediciendo una actividad cercana al promedio en términos de tormentas tropicales, pero ligeramente por debajo del promedio en términos de tifones. Predicen que se formarían alrededor de 28 tormentas tropicales, de las cuales 17 se convertirían en tifones y 8 se intensificarían aún más hasta convertirse en tifones intensos. TSR utiliza patrones anómalos de temperaturas de la superficie del mar (TSM) en la región Niño 3.4 (5°N-5°S, 120°W-170°W) durante el pronóstico de SST de agosto a septiembre como predictor. Con una anomalía pronosticada de -0,27 °C, se espera un La Niña débil, que tiende a suprimir la actividad o la intensidad de los ciclones tropicales.
El 15 de junio, TSR emitió su pronóstico de pretemporada, pronosticando una temporada de tifones neutral. El número pronosticado de tormentas tropicales ha disminuido a 26, pero tanto el número pronosticado de tifones como de tifones intensos ha aumentado a 18 y 9, respectivamente. El factor clave para esta predicción ahora se debe al valor neutral anticipado para el pronóstico de TSM de agosto a septiembre en la región Niño 4 (5°S – 5°N, 150°W – 160°E) de +0.27 °C.

## Ciclones tropicales

### Depresión tropical Uno-W (Auring)
A mediados de febrero, una depresión tropical atravesó Filipinas.

### Depresión tropical Dos-W (Barok)
Desde el 16 de abril hasta el 18 de abril, persistió una depresión tropical al este de Filipinas.

### Tormenta tropical severa Cimaron (Crising)
La tormenta tropical Cimaron se desarrolló el 9 de mayo y se movió hacia el norte a través de Filipinas, disipándose el 14 de mayo.

### Depresión tropical Darna
Una perturbación tropical se formó al noreste de Filipinas el 15 de junio. Fue clasificada como depresión tropical, y recibió el nombre de Darna el 17 de junio. La presión cayó a 4 milibares, pero no alcanzó la fuerza mínima de tormenta tropical. Darna se trasladó al norte el 18 de junio y se disipó a un mínimo el 19 de junio. No se informó de víctimas y se desconocían los daños.

### Tifón Chebi (Emong)
La depresión tropical Cuatro-W se formó el 19 de junio cerca de Palaos, donde se trasladó hacia el oeste y se convirtió en la tormenta tropical Chebi seis horas después. Luego, Chebi se movió generalmente al oeste-noroeste y luego al noroeste cuando la tormenta tropical pasó al norte de Filipinas el 21 de junio y entró en el Estrecho de Luzón el 23 de junio como un tifón de categoría 1. Más tarde, el 23 de junio, Chebi alcanzó una intensidad máxima de 85 nudos (160 km/h, 100 mph) ya que el centro de la tormenta estaba a 75 millas (121 km) al sur de Taiwán. Un canal forzó a Chebi al oeste y noroeste donde tocó tierra cerca de la ciudad de Fuzhou, China. Luego, Chebi se debilitó y aceleró hacia el norte y luego hacia el noreste, pasando al sureste de Shanghái antes de salir al mar. La Agencia Meteorológica de Japón y otros centros meteorológicos dejaron de emitir avisos cuando los remanentes de Chebi se disiparon en el Pacífico oriental el 30 de junio.
Chebi mató a 82 personas, la mayoría en China, y dejó $422 millones (2001 USD), $ 457 millones (2005 USD). Las fuertes lluvias y los fuertes vientos de Chebi dejaron nueve muertos, 28 desaparecidos y $13 millones (2001 USD) en daños en Filipinas. Cuatro de los nueve eran de un carguero beliceño que se hundió durante la tormenta. Las islas Penghu, que fueron las más afectadas por el tifón, sufrieron daños considerables cuando 102 barcos pesqueros se hundieron y diez mil personas quedaron sin electricidad. La tormenta también paralizó el tráfico terrestre y aéreo. Un tifón cargado de lluvia, Chebi produjo 100 milímetros de lluvia en Guangdong. Unas 73 personas murieron en China, la mayoría en la provincia suroriental de Fujian. La tormenta también destruyó varios miles de acres de cultivos, lo que provocó pérdidas económicas. En Ningde, el tifón destruyó unas 321.400 casas. Unas 22 personas murieron en Hangzhou cuando un deslizamiento de tierra atravesó un muro de construcción.

## Nombres de los ciclones tropicales
Dentro del Océano Pacífico Noroccidental, tanto la Agencia Meteorológica de Japón (JMA) como la Administración de Servicios Atmosféricos, Geofísicos y Astronómicos de Filipinas (PAGASA) asignan nombres a los ciclones tropicales que se desarrollan en el Pacífico Occidental, lo que puede dar como resultado que un ciclón tropical tenga dos nombres. El Centro de Tifones RSMC Tokio de la Agencia Meteorológica de Japón asigna nombres internacionales a los ciclones tropicales en nombre del Comité de Tifones de la Organización Meteorológica Mundial (OMM), en caso de que se juzgue que tienen una velocidad del viento sostenida de 10 minutos de 65 km/h (40 mph). PAGASA nombra a los ciclones tropicales que se mueven o forman una depresión tropical en su área de responsabilidad ubicada entre 135°E y 115°E y entre 5°N y 25°N, incluso si el ciclón tiene un nombre internacional asignado. Los nombres de ciclones tropicales significativos son retirados, tanto por PAGASA como por el Comité de Tifones. Si la lista de nombres para la región de Filipinas se agota, los nombres se tomarán de una lista auxiliar de los cuales se publican los primeros diez cada temporada. Los nombres no utilizados están marcados en gris.

### Nombres internacionales
Se nombra un ciclón tropical cuando se considera que tiene una velocidad del viento sostenida de 10 minutos de 65 km/h (40 mph). La Agencia Meteorológica de Japón (JMA) seleccionó los nombres de una lista de 140 nombres, que habían sido desarrollados por los 14 países y territorios miembros del Comité de Tifones ESCAP/WMO. Los nombres retirados, si los hay, serán anunciados por la Organización Meteorológica Mundial (OMM) en 2002; los nombres de reemplazo se anunciarán en 2003. Los siguientes 26 nombres en la lista de nombres se enumeran aquí junto con su designación numérica internacional, si se usaban.
| Cimaron | Chebi | Durian | Utor | Trami     | Kong-rey | Yutu  | Toraji | Man-yi | Usagi    | Pabuk  | Wutip | Sepat |
| Fitow   | Danas | Nari   | Vipa | Francisco | Lekima   | Krosa | Haiyan | Podul  | Lingling | Kajiki | Faxai | Vamei |

Esta es la única vez que se usaron los nombres "Vipa" y "Vamei". La primera ortografía se corrigió a "Wipha" en 2002, mientras que el segundo se retiró.

### Filipinas
Esta temporada, PAGASA utilizará su propio esquema de nombres para las tormentas que se desarrollarán dentro de su área de responsabilidad autodefinida. A partir de 2001, se implementan nuevos conjuntos de nombres. Los nombres no retirados de esta lista se volverán a utilizar en la temporada de 2005. Los nombres que no fueron asignados están marcados en gris.
| Auring              | Barok              | Crising             | Darna              | Emong             |
| Feria               | Gorio              | Huaning             | Isang              | Jolina            |
| Kiko                | Labuyo             | Maring              | Nanang             | Ondoy             |
| Pabling             | Quedan             | Roleta (sin usar)   | Talahib (sin usar) |                   |
| Ubbeng (sin usar)   | Vinta (sin usar)   | Wilma(sin usar)     | Yinang (sin usar)  | Zuma (sin usar)   |
| Nombres auxiliares  |                    |                     |                    |                   |
| Alamid (sin usar)   | Bruno (sin usar)   | Conchino (sin usar) | Dolor (sin usar)   | Ernie (sin usar)  |
| Florante (sin usar) | Gerardo (sin usar) | Hernan (sin usar)   | isko (sin usar)    | Jerome (sin usar) |

### Nombres retirados
- El nombre de Vamei fue retirado por el Comité de Tifones de la CESPAP/OMM. El nombre Peipah fue elegido para reemplazar a Vamei. El nombre Nanang fue retirado por PAGASA y fue reemplazado por Nando en 2005.